# Erol Aksoy
Erol Aksoy (* 1946 in Denizli) ist ein türkischer Unternehmer und Gründer des Fernsehsenders Show TV.

## Biografie
Erol kam als erstes von zwei Kindern des Türken Fehmi Kaya und seiner orthodoxen griechischen Frau Stavrinia Melek zur Welt. Die Mutter Erols stammt ursprünglich aus dem Istanbuler Stadtteil Arnavutköy. Er besuchte die Grund- und Mittelschule in Denizli.
Im Jahre 1981 übernahm er die İktisat-Bank in Denizli, die zuvor der Familie Ergür gehörte. Während der Wirtschaftskrise in der Türkei im Jahre 2001 wurde die İktisat-Bank zwangsversteigert.
Am 1. März 1992 gründete er zusammen mit Haldun Simavi den Fernsehsender Show TV. Bis 1999 war Erol der Geschäftsführer des Senders und verkaufte es 2002 an Mehmet Emin Karamehmet.